# 佩塔尔·克尔潘
佩塔尔·克尔潘（1974年7月1日—），克罗地亚男子足球运动员，场上位置是前锋。他曾代表克罗地亚国家队参加1998年国际足联世界杯，结果队伍获得季军。